# L'École des cocottes (pièce de théâtre)
Pour les articles homonymes, voir L'École des cocottes.
L'École des cocottes est une pièce de théâtre de Paul Armont et Marcel Gerbidon, créée sur la scène du Théâtre Michel le 16 février 1918.

## Argument
Ginette Masson est une jeune femme entretenue par un amant de cœur. Sa rencontre avec le comte Stanislas de la Ferronière, professeur de belles manières, va lui permettre d'être une grande cocotte et de devenir une des reines de Paris. Arrivée au sommet, elle regrette pourtant sa vie heureuse d'antan mais comme lui fait remarquer son Pygmalion: « il faut bien laisser quelque chose à celles qui ne réussissent pas. »

## Théâtre Michel,Théâtre du Grand Guignol,1918
- Personnages et interprètes[1] :
  - Stanislas : Harry Baur

## Théâtre des Variétés,1920
- Personnages et interprètes[2] :
  - Stanislas : Max Dearly
  - Labaume : Raimu
  - Robert : Pierre Etchepare
  - Racinet : Pierre Juvenet
  - Florent : Cueille
  - Un garde : Lange
  - Un groom : Paul Duc
  - Ginette : Andrée Spinelly
  - Amélie : Thérèse Dorny
  - Mme Bernoux : Greyval
  - Ninette : Arletty
  - Jeanne : Juliette Siska
  - Berthe : Marthe Sabrel

## Théâtre des Arts,1957
- Mise en scène[3] : Jacques Charon
- Décors : Marc Doelnitz
- Personnages et interprètes :
  - Ginette : Jacqueline Gauthier
  - Stanislas : Jean Le Poulain
  - Labaume : Raymond Souplex
  - Racinet : Fernand Fabre
  - Robert : Michel Garland
  - Amélie : Rosine Luguet
  - Mme Bernoux : Pauline Carton
  - Ninette : Françoise Fleury
  - Jeanne : Celita (théâtre)
  - Berthe : Nicole Villaray
  - Florent : Charly Caron
  - Un gendarme : Jacques Ordet
  - Un groom : Francis Revillon

## Théâtre Hébertot,1976
- Mise en scène[4] : Jacques Ardouin
- Costumes : Donald Cardwell
- Personnages et interprètes :
  - Stanislas : Jean-Jacques
  - Ginette : Amarande
  - Labaume : Jacques Dynam
  - Racinet : Jacques Ardouin
  - Amélie : Danièle Deray
  - Robert : Bernard Tiphaine
  - Mme Bernoux : Florence Blot
  - Florent : René Lefevre-Bel
  - Ninette : Marie Ceolin
  - Jeanne : Marie-Odile Grinevald
  - Auguste : Bertrand Le Page
  - Berthe : Lisbeth Arno

C'est avec cette distribution et au Théâtre Marigny (décors de Roger Harth) que la pièce sera enregistrée et diffusée le 28 octobre 1977 dans le cadre de l'émission Au théâtre ce soir.